# Shirley Ellis
Shirley Ellis, född 19 januari 1929 i Bronx, New York, död där 5 oktober 2005, var en amerikansk soulsångerska. Hon hade några soulhits mellan 1964 och 1965 där hon pratsjöng texten. Dessa var "The Nitty Gritty" (1964), "The Name Game", och "Clapping Song (Clap Pat Clap Slap)" (båda 1965), vilka samtliga låg på tio-i-topp på USA:s Billboardlista. "Clapping Song" var också en stor hit i Storbritannien.

## Diskografi
- 1964 – Shirley Ellis in Action
- 1965 – The Name Game
- 1967 – Sugar, Let's Shing a Ling